# Janice Pariat
Janice Pariat (en hindi : जेनिस पारिअत) est une poétesse et écrivain indienne. Elle est née à Jorhat dans l'État d'Assam et a grandi à Shillong (Meghalaya).
Boats on Land, son premier recueil de nouvelles, a remporté le Prix du jeune écrivain 2013 de langue anglaise decerné par la Sahitya Akademi ainsi que le Vodafone Crossword Book Award dans la catégorie roman en anglais (ex æquo avec Jerry Pinto). Pariat est le premier écrivain du Meghalaya à recevoir un prix de l'Académie Sahitya pour une œuvre en anglais.

## Biographie
Janice Pariat est diplômée du collège Saint-Étienne de Delhi.

## Œuvre

### Romans
- (en) Seahorse: A novel, New Delhi, Random House India, 2014  (ISBN 978-8-184-00668-1)
- (en) The Nine-Chambered Heart, New Delhi, HarperCollins India, 2017  (ISBN 978-93-5277-379-4) Variations d’un cœur, traduit par Sylvie Schneiter, Paris, NiL, 2019  (ISBN 978-2841119660) ; réédition, Paris, Robert Laffont, coll. « Pavillons poche », 2020  (ISBN 978-2-221-24781-5)

### Recueil de nouvelles
- (en) Boats on Land: A collection of short stories, New Delhi : Random House India, 2012  (ISBN 978-8-184-00074-0)

### Poésie
- (en) The Yellow Nib Modern English Poetry by Indians (Sudeep Sen ed.), Seamus Heaney Centre for Poetry, Queen's University Belfast, 2011
- (en) Kavi Kala: The Visual Poetry Project (Madness Manali ed.), Goa : Cinnamon Teal Print and Publishing, 2010  (ISBN 978-93-80151-79-3)

## Sources
- (en) Eastern Chronicle, Honoured, says State's 1st Sahitya awardee in English, August 31, 2013